# Laghi dell'Autaret
I Laghi dell'Autaret sono un gruppo di laghetti alpini collocati sotto il colle dell'Autaret nel comune di Usseglio ed in valle di Viù.

## Toponimo
Secondo il Jaccard, il nome Autaret, comune a molte montagne e valichi della zona alpina occidentale (anche nella variante Lautaret), significherebbe altare (riconducibile al latino altar), e sarebbe legato alla presenza di antichi altari precristiani in questi luoghi. Il D'Amico lo fa invece risalire alla radice celtica aut, con significato di luogo elevato.

## Caratteristiche

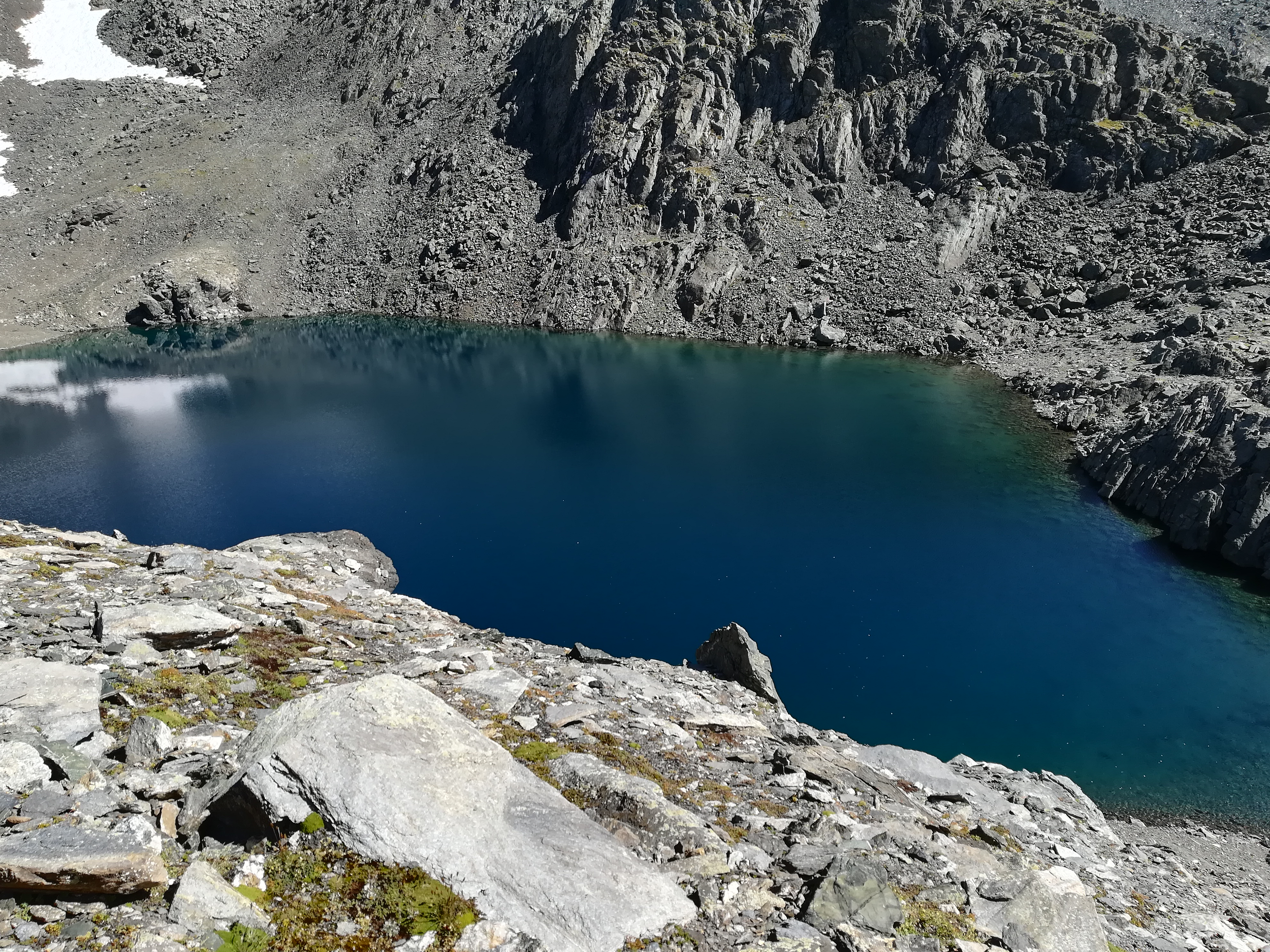
Il lago più occidentale.

Essi sono collocati in una conca alpina incorniciata dalla punta Costan, dal colle dell'Autaret, dalla punta Lose Nere e dalla punta Valletta. Il lago più occidentale si trova proprio sotto il colle dell'Autaret ed è quello che è posto a quota più elevata (circa 3000 m); altri due ravvicinati sono più ad oriente e si trovano a quota inferiore (circa 2.950 m) ed infine alcuni altri laghetti completano il gruppo.

## Salita ai laghi
I laghi sono raggiungibili per sentiero partendo dal lago di Malciaussia.